# Сомалија на Светском првенству у атлетици на отвореном 2015.
Сомалија је учествовала на Светском првенству у атлетици на отвореном 2015. одржаном у Пекингу од 22. до 30. августа тринаести пут. Репрезентацију Сомалије представљао је један атлетичар који се такмичио у трци на 5.000 метара,
На овом првенству Сомалија није освојила ниједну медаљу, а оборен је један лични рекорд.

## Учесници
Мушкарци:
- Suleiman Abdille Borai — 5.000 м

## Резултати

### Мушкарци
| Атлетичар              | Дисциплина | Лични рекорд | Квалификације | Квалификације | Полуфинале | Полуфинале | Финале               | Финале       | Детаљи |
| Атлетичар              | Дисциплина | Лични рекорд | Резултат      | Место         | Резултат   | Место      | Резултат             | Место        | Детаљи |
| ---------------------- | ---------- | ------------ | ------------- | ------------- | ---------- | ---------- | -------------------- | ------------ | ------ |
| Suleiman Abdille Borai | 5.000 м    | -            | 15:26,65 ЛР   | 19. гр 2      |            |            | Није се квалификовао | 38 / 39 (41) |        |